# Millener Mühlen
Die Millener Mühlen sind zwei am Rodebach gelegene Wassermühlen mit einem unterschlächtigen Wasserrad in Selfkant, einer ländlichen Gemeinde im nordrhein-westfälischen Kreis Heinsberg.

## Geographie
Die Millener Mühlen haben ihre Standorte auf der rechten und linken Seite des Rodebachs im Ortsteil Millen in der Gemeinde Selfkant. Da der Bachlauf die deutsch-niederländische Grenze bildet, liegt die linksseitige Mühle in den Niederlanden. Die Gelände, auf denen die Mühlengebäude stehen, haben eine Höhe von ca. 40 m über NN. Nachbarmühlen sind oberhalb der Kornmühle Tüddern sowie unterhalb der Isenbrucher Mühle.

## Gewässer
Der Rodebach versorgte bis in das letzte Jahrhundert vierzehn Mühlen mit Wasser. Der Bach beginnt an einem Rückhaltebecken in der Nähe von Siepenbusch in der Stadt Übach-Palenberg in einer Höhe von 105 m über NN. Bis zur Mündung in die Geleenbeek bei Oud-Roosteren in den Niederlanden hat der Rodebach eine Länge von 28,9 km. Die Mündungshöhe beträgt 29 m über NN. Die Pflege und Unterhaltung des Rodebachs und seiner Nebenbäche unterliegt den jeweiligen, anliegenden Städten und Gemeinden. → Siehe auch Rodebach

## Geschichte
Millens Ursprung war die Burg eines Adelsgeschlechts. 1118 wird erstmals ein Heribert von Millen als Gefolgsmann des Grafen von Geldern genannt. Im 13. Jahrhundert ging Millen an Heinsberg über, das seinerseits im 15. Jahrhundert durch Heirat an den Herzog von Jülich fiel. Dieser machte es zum Verwaltungssitz des gleichnamigen Amtes. Im Jahre 1536 wird von einem „Hilger Molner“ diesseits und „Hermann Molner“ von der „annder syde“ berichtet. Damals gab es also schon zwei Mühlen. Eine Mühle war eine Getreidemühle, die andere eine Ölmühle, ehe schließlich beide nur noch Getreide mahlten. Trotz der staatsrechtlichen Trennung blieben die Mühlen bis zu ihrer Stilllegung Ende der 1960er Jahre eine wirtschaftliche Einheit. Die zuletzt eingesetzte Turbine trieb über eine Transmission beide Mühlen an. Nach der Stilllegung wurde die deutsche Mühle verkauft, während die niederländische Mühle beim Schloss verblieb. Beide Mühlen stehen unter Denkmalschutz.

## Galerie

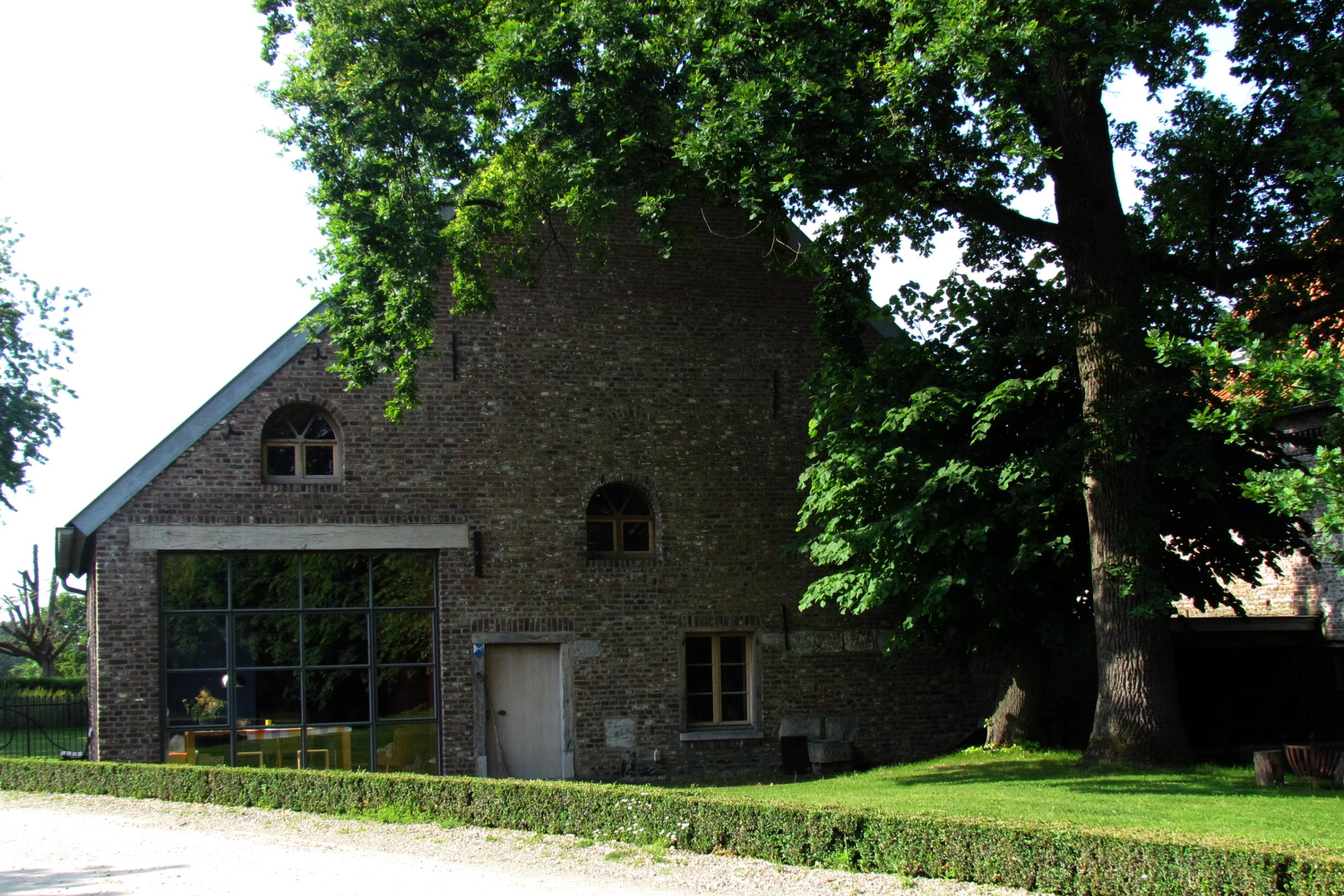
Millener Mühle auf der niederländischen Seite
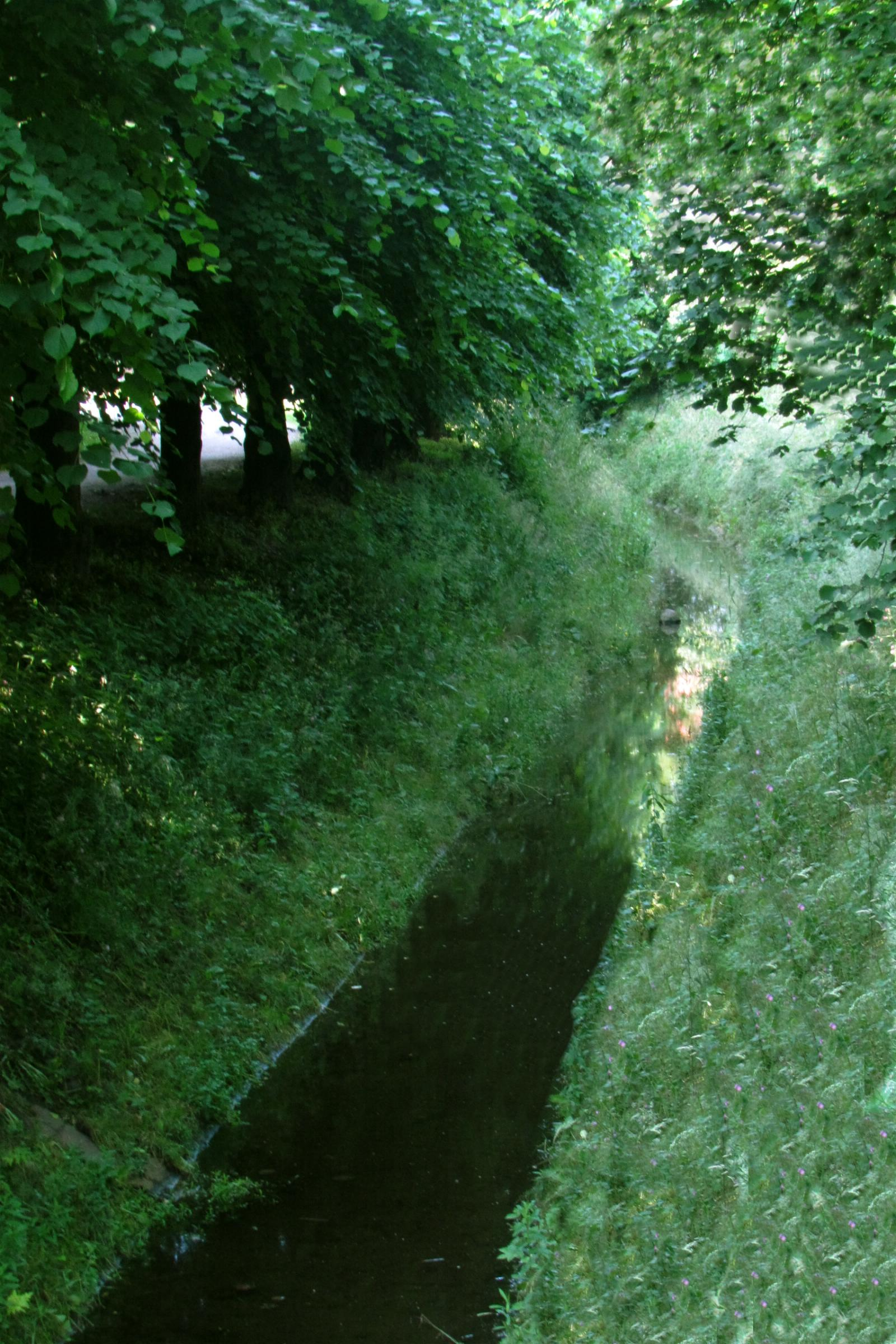
Rodebach an den Millener Mühlen
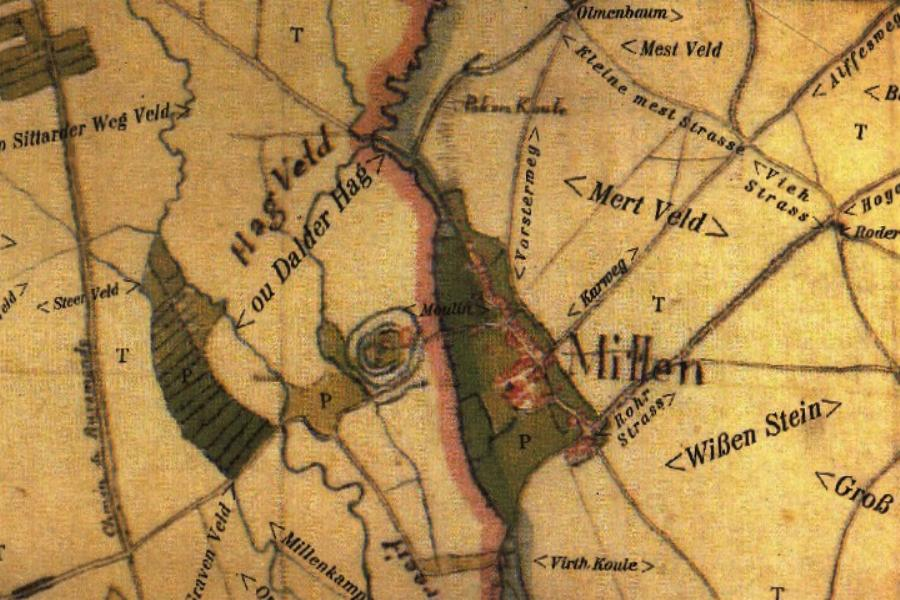
Tranchotkarte 1804/05

## Denkmaleintrag
Baujahr ca. 1800, Backsteinmühlengebäude weiß geschlämmt mit Walmdach, Traufgesims mit Klötzchenfries, zwei zu dreiachsig, zweigeschossig, Fenster im Obergeschoss rundbogig und im Erdgeschoss teilweise mit Holzblockzargen, rundbogige Toreinfahrt und Haupteingang mit Holzzargen eingefasst.
Denkmalliste Selfkant Nr. 31, Eintrag: 27. März 1985